# Dorfkirche Erxleben

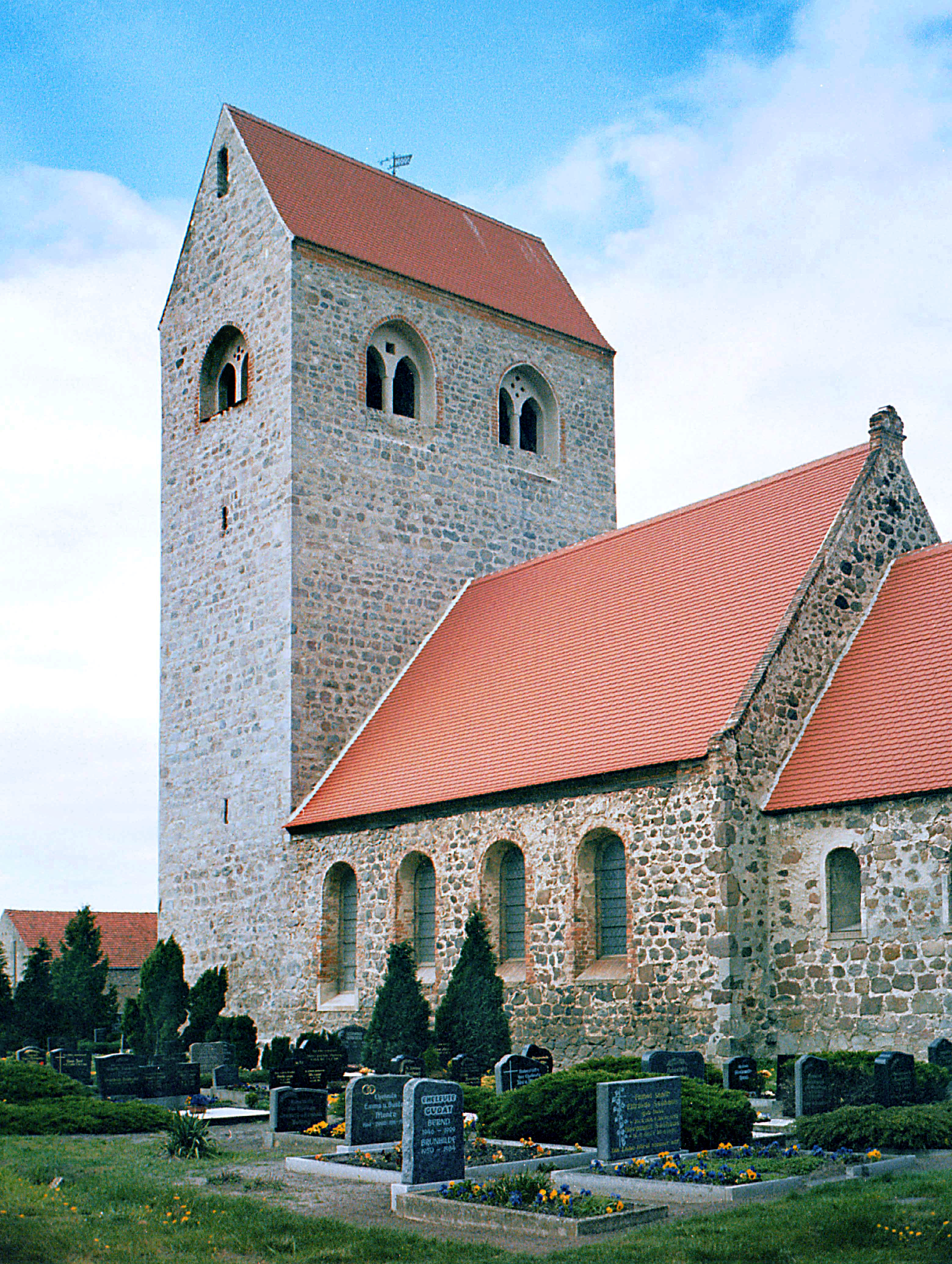
Dorfkirche Erxleben

Die evangelische Dorfkirche Erxleben (auch: St. Godehard) ist eine romanische Saalkirche im Ortsteil Erxleben von Osterburg im Landkreis Stendal in Sachsen-Anhalt. Sie gehört zur Kirchengemeinde Königsmark im Kirchenkreis Stendal der Evangelischen Kirche in Mitteldeutschland.

## Geschichte und Architektur
Die Kirche ist ein stattliches Feldsteinbauwerk aus der zweiten Hälfte des 12. Jahrhunderts, das aus einem hohen Westquerturm in Schiffsbreite, rechteckigen Schiff, eingezogenen quadratischen Chor und einer vermutlich ursprünglich halbrunden Apsis bestand und damit eine vollständige Anlage einer romanischen Dorfkirche bildete; die Apsis wurde im 15. Jahrhundert durch ein siebenseitiges Chorpolygon ersetzt. Ein abgetrepptes rundbogiges Nordportal mit einer äußeren Archivolte in Backstein und einer Läuferschicht erschließt das Bauwerk. Der Turm zeigt ein reiches Sockelprofil, die zweiteiligen Schallöffnungen in Backstein stammen vermutlich aus dem 15. Jahrhundert. Im 18. Jahrhundert wurde eine Sakristei angebaut.
Das Schiff ist flach gedeckt, der Chor mit einem rundbogigen Tonnengewölbe geschlossen; die Apsis ist mit einem halbkugelförmigen Gewölbe auf vier Rippen überwölbt. Im Ansatz der romanischen Apsiskuppel wurden im Jahr 1959 Reste einer qualitätvollen Ausmalung mit Darstellung einer Deesis freigelegt, die vermutlich aus dem Anfang des 13. Jahrhunderts stammen; davon erhalten sind die Spitze einer Mandorla, Maria und Johannes sowie Teile zweier Evangelistensymbole.

## Ausstattung
Ein hölzernes Altarretabel mit Gemälden des Abendmahls und der Auferstehung ist gerahmt von dünnen Spiralsäulchen mit seitlichen geschnitzten Wangen, ähnlich wie in der Dorfkirche Königsmark. Eine polygonale Kanzel zeigt an den Ecken Spiralsäulchen und in den Füllungen Gemälde vom Anfang des 18. Jahrhunderts, die Christus und die Evangelisten darstellen. Die Orgel stammt aus dem Jahr 1880. Im Turm befindet sich ein barocker Taufengel aus der zweiten Hälfte des 18. Jahrhunderts. Ein stark beschädigtes Relief aus der Zeit um 1420 zeigt die Auferstehung Christi und stammt von einem spätgotischen Schnitzaltar. Eine kleine Schnitzfigur eines heiligen Bischofs aus der Zeit um 1460 ist ebenfalls erhalten. Im Chorfußboden liegt eine Inschriftgrabplatte für den Pfarrer Andreas Eisenhart (* 22. September 1614; † 12. November 1463) aus Sandstein.
Im Turm hängen eine Stahlglocke von 1917 und eine tulpenförmige Bronzeglocke aus der abgerissenen Kirche in Niedergörne aus dem Jahre 1500. Deren Höhe beträgt 93 Zentimeter (mit Krone), der Durchmesser 82 Zentimeter. Die Inschrift in gotischen Minuskeln zwischen Ringlinien, unter denen ein Lilienfries angebracht lautet: „anno . dni . m° . ccccc . xxiii . iare . bin . ich . gegaten . g . d . v . b . e“. Die ursprüngliche Bronzeglocke aus der Zeit um 1500 wurde dem  Glockenmuseum Apolda übergeben.